# Tour de Tweed
Le Tour de Tweed est une course cycliste australienne disputée chaque année en Nouvelle-Galles du Sud. Créée en 2009, elle fait partie du calendrier du National Road Series.

## Palmarès depuis 2012

### Élites Hommes
| Année                | Vainqueur      | Deuxième            | Troisième          |
| -------------------- | -------------- | ------------------- | ------------------ |
| Battle on the Border |                |                     |                    |
| 2013                 | Jack Haig      | Jai Crawford        | Adam Semple        |
| 2014                 | Joseph Cooper  | Jack Haig           | Mark O'Brien       |
| 2015                 | Joseph Cooper  | Patrick Bevin       | Keagan Girdlestone |
| 2016                 | Ryan Cavanagh  | Jesse Kerrison      | Conor Murtagh      |
| Battle Recharge      |                |                     |                    |
| 2017                 | Brendon Davids | Jason Lea           | Kane Richards      |
| 2018                 | Ayden Toovey   | Raphael Freienstein | Oliver Martin      |
| Tour de Tweed        |                |                     |                    |
| 2019                 | Ryan Thomas    | Samuel Hill         | Jay Vine           |

### Élites Femmes
| Année                | Vainqueur     | Deuxième          | Troisième             |
| -------------------- | ------------- | ----------------- | --------------------- |
| Battle on the Border |               |                   |                       |
| 2012                 | Ruth Corset   | Rebecca Wiasak    | Chloe Mcconville (en) |
| 2013                 | Ruth Corset   | Miranda Griffiths | Rebecca Wiasak        |
| 2014                 | Tessa Fabry   | Lizzie Williams   | Anna-Leeza Hull       |
| 2015                 | Tessa Fabry   | Louisa Lobigs     | Rebecca Heath         |
| 2016                 | ?             | ?                 | ?                     |
| Battle Recharge      |               |                   |                       |
| 2017                 | Lucy Kennedy  | Rebecca Wiasak    | Emily Roper           |
| 2018                 | Grace Brown   | Emily Roper       | Kate McIlroy          |
| Tour de Tweed        |               |                   |                       |
| 2019                 | Emily Herfoss | Jaime Gunning     | Sarah Gigante         |